# Pentatlo moderno nos Jogos Pan-Americanos de 1999
As competições de pentatlo moderno nos Jogos Pan-Americanos de 1999 foram realizadas em Winnipeg, Canadá. Esta foi a sétima edição do esporte nos Jogos Pan-Americanos, que retornou após um hiato de 12 anos sem disputas. A competição foi disputada para ambos os sexos.

## Medalhistas
| Evento             | Ouro                                | Prata                               | Bronze                    |
| ------------------ | ----------------------------------- | ----------------------------------- | ------------------------- |
| Masculino detalhes | Velizar Iliev USA Estados Unidos    | Brett Weatherbie USA Estados Unidos | Sergio Salazar MEX México |
| Feminino detalhes  | Mary Beth Larsen USA Estados Unidos | Rocío Arias MEX México              | Kara Grant CAN Canadá     |

## Quadro de medalhas
| Posição | Nação              |   |   |   | Total |
| ------- | ------------------ | - | - | - | ----- |
| 1       | USA Estados Unidos | 2 | 1 | 0 | 3     |
|         | MEX México         | 0 | 1 | 1 | 2     |
|         | CAN Canadá         | 0 | 0 | 1 | 1     |
| Total   | Total              | 2 | 2 | 2 | 6     |